# یوهانس کوتکاس
یوهانس کوتکاس (استونیایی: Johannes Kotkas؛ ۳ فوریه ۱۹۱۵ – ۸ مه ۱۹۹۸)کشتی‌گیر فرنگی اهل استونی بود.
وی همچنین برندهٔ جوایزی همچون نشان لنین و نشان پرچم سرخ شده‌است.
وی در مسابقات کشوری و بین‌المللی در مجموع برندهٔ ۴ مدال طلا، ۱ مدال نقره شده‌است.